# John Charles Kaine
John Charles Kaine, né le 18 octobre 1854 à Québec et mort le 1er avril 1923 à Québec à l'âge de 68 ans, était un homme d'affaires et homme politique du Québec. À partir de 1886, il fut propriétaire de navires et marchand de bois. Il a été député libéral de Québec-Ouest de 1904 à 1915, conseiller législatif de 1915 à sa mort, et ministre sans portefeuille dans les cabinets Gouin et Taschereau de 1906 à sa mort.
Il fut la dernière personne à siéger dans les trois chambres de la législature du Québec (l'Assemblée législative, le Conseil législatif et le Conseil exécutif).